# Шуштар
Шуштар (персијски: شوشتر; такође романизован као Shushtar и Shūshtar, и Shūstar) је град и главни град округа Шуштар, провинција Хузестан, Иран.
Шуштар је древни град-тврђава, приближно 92 km (57 mi) удаљен од Ахваза, центра провинције. Велики део његове пољопривредне продуктивности протекао је из система за наводњавање који је био фокусиран на Банд-е Каисар, први брански мост у Ирану.
Градоначелник Шуштра је Ахамд Асефи.

## Историја
У Еламитско време Шуштар је био познат као Адамдун. У ахеменидско време његово име је било Шуркутир. Савремено име, Шуштар, повезано је са именом другог древног града, Суза (или Шуш, на персијском изговору), и значи "већи (или бољи) од Шуша."
За време Сасанида, био је острвски град на реци Карун и изабран за летњу престоницу. Река је била усмерена кроз мост око града, док су мостови и главне капије у Шуштару изграђени на истоку, западу и југу. Неколико река у близини погодовало је проширењу пољопривреде; узгоју шећерне трске, главни усев, датира из 226. године. Систем подземних канала назван Ханат, који су реку повезивали са приватним резервоарима кућа и зграда, снабдевали су град водом за кућну употребу и наводњавање, а такође су се користили и за складиштење и снабдевање водом у време рата када су главне капије биле затворене. Трагови тих ханата се још увек могу наћи у криптама неких кућа.
Ибн Батута је посетио град приметивши: "На обе обале реке постоје воћњаци и точкови са водом, сама река је дубока и над њом, која води до капија путника, постоји мост на чамцима."
Древни зидови тврђаве уништени су пред крај периода Сафавида.

### Банд-е Каисар
Каже се да је Банд-е Каисар ("Цезарова брана") лучни мост изграђен у римском стилу (пошто су у његовој изградњи коришћени римски војници који су били заробљени) и први у држави који је био комбинован са браном. Када је сасанидски шах Шапур I победио римског цара Валеријана, прича се да је наредио заробљеним римским војницима да направе велики мост и брану која се протеже на више од 500 метара. Лежећи дубоко на персијској територији, грађевина која показује типичне римске грађевинске технике постала је најисточнији римски мост и римска брана. Његова двострука намена снажно је утицала на иранско грађевинарство и била је кључна у развоју техника управљања водама код Сасанида.
Преливна брана дугачка око 500 м изнад Каруна, иранске најисцрпније реке, била је језгро структуре историјског хидрауличног система Шуштара, великог комплекса за наводњавање из кога је Шуштар добијао своју пољопривредну продуктивност, и који је проглашен светском баштином од стране УНЕСКО-а 2009. године. Лучно надграђени део прелазио је преко важног пута између Пасаргада и главног града Сасанида Ктесифона. Мост је много пута поправљан у исламском периоду а изашао је из употребе крајем 19. века, што је довело до дегенерације сложеног система наводњавања.

## Становништво и култура
Становници Шуштара, звани Шуштарис, одржавају јединствено културно наслеђе које се протеже до античких времена и персијски дијалект који се разликује од њихове групе.

## Језик
Шуштарски дијалект се говори у Шуштару и персијски је дијалект.

## Клима
Шуштар има врућу полусушну климу (Коппенска климатска класификација БСх) са изузетно врућим љетима и благим зимама. Падавине су веће од већине јужног Ирана, али су готово искључиво ограничене на период од новембра до априла, мада у неким случајевима могу прећи 250 милиметара (9,8 инча) месечно или 600 милиметара (24 инча) годишње.
| Клима Шуштар                  | Клима Шуштар  | Клима Шуштар | Клима Шуштар | Клима Шуштар | Клима Шуштар | Клима Шуштар | Клима Шуштар | Клима Шуштар | Клима Шуштар | Клима Шуштар | Клима Шуштар | Клима Шуштар | Клима Шуштар   |
| Показатељ \ Месец             | .Јан.         | .Феб.        | .Мар.        | .Апр.        | .Мај.        | .Јун.        | .Јул.        | .Авг.        | .Сеп.        | .Окт.        | .Нов.        | .Дец.        | .Год.          |
| ----------------------------- | ------------- | ------------ | ------------ | ------------ | ------------ | ------------ | ------------ | ------------ | ------------ | ------------ | ------------ | ------------ | -------------- |
| Апсолутни максимум, °C (°F)   | 28,0 (82,4)   | 29,0 (84,2)  | 36,0 (96,8)  | 40,5 (104,9) | 46,5 (115,7) | 50,0 (122)   | 53,6 (128,5) | 52,0 (125,6) | 48,0 (118,4) | 43,0 (109,4) | 35,0 (95)    | 29,0 (84,2)  | 53,6 (128,5)   |
| Максимум, °C (°F)             | 17,2 (63)     | 19,6 (67,3)  | 24,1 (75,4)  | 30,0 (86)    | 37,5 (99,5)  | 43,7 (110,7) | 46,0 (114,8) | 44,9 (112,8) | 41,7 (107,1) | 34,8 (94,6)  | 26,2 (79,2)  | 19,3 (66,7)  | 32,08 (89,76)  |
| Просек, °C (°F)               | 10,8 (51,4)   | 13,2 (55,8)  | 17,3 (63,1)  | 22,8 (73)    | 29,9 (85,8)  | 35,1 (95,2)  | 37,0 (98,6)  | 35,8 (96,4)  | 32,0 (89,6)  | 25,6 (78,1)  | 17,9 (64,2)  | 12,5 (54,5)  | 24,16 (75,48)  |
| Минимум, °C (°F)              | 5,3 (41,5)    | 6,8 (44,2)   | 10,0 (50)    | 14,7 (58,5)  | 20,5 (68,9)  | 23,8 (74,8)  | 26,2 (79,2)  | 25,5 (77,9)  | 21,1 (70)    | 16,2 (61,2)  | 10,8 (51,4)  | 6,8 (44,2)   | 15,64 (60,15)  |
| Апсолутни минимум, °C (°F)    | −9 (16)       | −4,0 (24,8)  | −2 (28)      | 3,0 (37,4)   | 10,0 (50)    | 16,0 (60,8)  | 19,0 (66,2)  | 16,5 (61,7)  | 10,0 (50)    | 6,0 (42,8)   | 1,0 (33,8)   | −2 (28)      | −9 (16)        |
| Количина кише, mm (in)        | 100,6 (3,961) | 60,0 (2,362) | 50,2 (1,976) | 34,5 (1,358) | 9,2 (0,362)  | 0,0 (0)      | 0,2 (0,008)  | 0,0 (0)      | 0,0 (0)      | 7,4 (0,291)  | 39,1 (1,539) | 83,2 (3,276) | 384,4 (15,133) |
| Дани са кишом                 | 9,9           | 8,1          | 8,1          | 6,5          | 3,0          | 0,0          | 0,1          | 0,0          | 0,0          | 2,1          | 6,2          | 8,0          | 52             |
| Релативна влажност, %         | 75            | 68           | 59           | 49           | 32           | 22           | 24           | 28           | 29           | 40           | 59           | 73           | 46,5           |
| Сунчани сати — месечни просек | 131,6         | 158,4        | 192,3        | 217,7        | 272,5        | 325,6        | 322,7        | 317,0        | 291,3        | 234,8        | 158,2        | 121,9        | 2.744          |
| Извор: NOAA (1961–1990)       |               |              |              |              |              |              |              |              |              |              |              |              |                |